# 1414

## Esdeveniments
Països Catalans
Resta del món
- Inici del Concili de Constança.
- Ferran d'Antequera coronat rei d'Aragó.
- Coronació de Joana II de Nàpols.
- Corts de Montblanc.

## Naixements
Països Catalans
Resta del món
- 14 de maig, Francesc I de Bretanya, a Gwened.
- 5 de juny, Lluís III Gonzaga, a Mantua.
- 21 de juliol, papa Sixt IV, a Celle Ligure.

## Necrològiques
Països Catalans
Resta del món
- 6 d'agost, Ladislau I de Nàpols, a Nàpols.